# Achun
Achun és un municipi francès situat al departament del Nièvre i la regió de Borgonya - Franc Comtat. El 2019 tenia 160 habitants.